# دولار غياني
الدولار الغياني (رمز العملة: $ ، G$، و GY$ ؛ ISO: GYD) هو وحدة الحساب في غيانا (غيانا البريطانية سابقًا) منذ 29 يناير 1839. في الأصل، كان المقصود منه أن يكون وحدة انتقالية لتسهيل التحول من نظام العملة الهولندي إلى نظام الجنيه الإسترليني البريطاني. كان الدولار الإسباني سائدًا بالفعل في جميع أنحاء جزر الهند الغربية بشكل عام، منذ عام 1839، عملت وحدة الدولار الإسباني في غيانا البريطانية بالتزامن مع العملات المعدنية الإسترليني البريطانية بسعر تحويل قياسي قدره دولار واحد لكل أربعة شلنات وبنسين. في عام 1951، استُبدلت العملة المعدنية الإسترليني البريطانية بعملة عشرية جديدة قُدمت في نفس الوقت في جميع الأراضي البريطانية في شرق البحر الكاريبي. بدأ الجنيه الإسترليني في الانخفاض في أوائل 1970، أصبح التحول إلى ربط العملة بالدولار الأمريكي جذابًا بشكل متزايد كإجراء لمكافحة التضخم، حولت هيئة العملة في شرق الكاريبي (التي كانت غيانا عضوًا فيها) في أكتوبر 1975. يُختصر الدولار الغياني عادةً بعلامة الدولار $، أو بدلاً من ذلك G$ لتمييزه عن العملات الأخرى المقومة بالدولار.

## تاريخ
لا ينبغي النظر إلى تاريخ الدولار الغياني بمعزل عن الصورة الأوسع المتعلقة بتاريخ العملات في جزر الهند الغربية البريطانية ككل. (انظر أيضًا عملات جزر الهند الغربية البريطانية). تتمثل جوانب هذا التاريخ التي تميز غيانا البريطانية في استمرار استخدام عملة الجروت من فئة الأربعة بنسات بعد أن تخلت عنها جميع الأقاليم الأخرى، كذلك استخدام حسابات الدولار في القطاعين العام والخاص منذ عام 1839. أما في أقاليم شرق الكاريبي الأخرى، كان هناك مزيج من حسابات الدولار والجنيه الإسترليني حتى عام 1951.
الأراضي الهولندية إسيكويبو وديميرارا وبيربيس على الساحل الشمالي لأمريكا الجنوبية، التي أنشئت في أوائل القرن 17، خضعت لسيطرة البريطانيين خلال الحروب النابليونية. تنازل عن هذه الأراضي رسميًا للمملكة المتحدة في عام 1815 اتحدت لتصبح مستعمرة غيانا البريطانية في عام 1831. في البداية، قَدم البريطانيون مجموعة بريطانية من عملة الجيلدر الهولندية إلى هذه المنطقة. قُدم في عام 1839، الدولار الإسباني كوحدة حساب من أجل تسهيل إدخال عملة الفضة الإسترلينية البريطانية. يكمن الأساس المنطقي وراء ذلك في حقيقة أن الدولارات الفضية الإسبانية، والمعروفة أيضًا باسم قطع الثمانية، كانت متداولة بالفعل جنبًا إلى جنب مع العملة الهولندية، كذلك على نطاق واسع في جميع أنحاء شرق البحر الكاريبي. وبالتالي، عملت وحدة حساب الدولار كوحدة تحويل وسيطة ملائمة بين الجنيه الإسترليني ووحدة الجيلدر الصادرة. تُعدل وحدة الدولار 4 شلنات و2 بنس إسترليني واستبدلت وحدة الجيلدر بمعدل 1 دولار = جيلدر، أي 1 جنيه إسترليني = 4.80 دولار = 15 جيلدر.

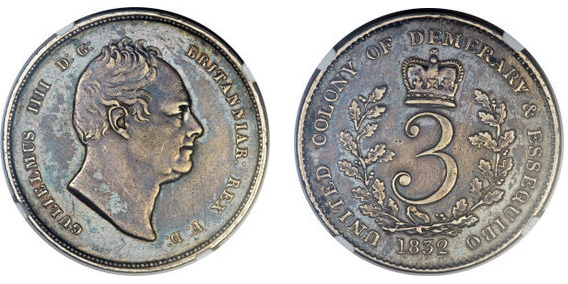
عملة معدنية بقيمة 3 جيلدر سُكّت لمستعمرات ديميرارا وإيسيكويبو

من السمات المميزة لتداول العملات الفضية البريطانية في غيانا البريطانية شيوع عملة 4 بنسات (أربعة بنسات)، المعروفة باسم الجروت. ذلك نتيجة مباشرة لمعادلتها لعملة "البت" الصادرة ذات الشعبية الكبيرة، التي تساوي ربع جيلدر. عندما توقف تداول عملة الجروت في المملكة المتحدة في النصف الثاني من القرن 19، قُدم طلب خاص عام 1888 لِسك عملات الجروت لاستخدامها في جزر الهند الغربية البريطانية وغيانا البريطانية. سُكت هذه العملات لأول مرة عام 1891. ومنذ عام 1917، سُكت حصريًا للاستخدام في غيانا البريطانية.
ظلت الدولارات الفضية الإسبانية والمكسيكية والكولومبية متداولة إلى جانب العملة الإسترليني البريطانية حتى عام 1876 عند إلغاء تداول هذه العملات الدولارية.
لا ينبغي الخلط بين وحدة الدولار الإسباني ووحدة الدولار الأمريكي. طُرحت وحدة الدولار الأمريكي لأول مرة في الولايات المتحدة عام 1792، استنادًا إلى متوسط وزن مجموعة مختارة من الدولارات الإسبانية البالية. ولذلك، كان الدولار الأمريكي أقل قيمة بقليل من الدولار الإسباني.

## عملات معدنية

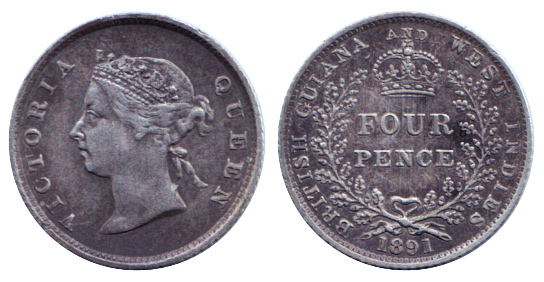
4 بنسات عام 1891 لغويانا البريطانية وجزر الهند الغربية

بعد إصدار الدولار، انتشرت العملات البريطانية العادية، بالإضافة إلى عملات من فئة 2 و4 بنسات صدرت أيضًا في أماكن أخرى من جزر الهند الغربية البريطانية. عملات البنسين الصادرة في أعوام 1838، 1843 و1848 من نوع عملة ماوندي القياسية، بحملت عملات 4 بنسات صورة بريتانيا. بين عامي 1891 و1916، صدرت عملات من فئة 4 بنسات خصيصًا لـ"غيانا البريطانية وجزر الهند الغربية"، وبين عامي 1917 و1945 لـ"غيانا البريطانية". شهد عام 1916 أيضًا أول إصدار للعملات الورقية من قِبل حكومة غيانا البريطانية، بفئات 1، 2، 5، 20 و100 دولار.
في عام 1967، طُرحت عملات معدنية من فئات 1، 5، 10، 25 و50 سنتًا. صُكت عملات 1 سنت و5 سنتات من النيكل والنحاس، بينما سُكت الفئات الأخرى من النيكل النحاسي. توقفت هذه العملات عن التداول رسميًا في عام 1992. أدى ارتفاع التضخم في عام 1996 إلى طرح عملات معدنية من فئات 1، 5 و10 دولارات. صُكت عملات 1 دولار و5 دولارات من الفولاذ المطلي بالنحاس، بينما سُكت عملات 10 دولارات من الفولاذ المطلي بالنيكل، ولها شكل سباعي منحني متساوي الأضلاع.
أُطلقت في أغسطس 2020، عملة الـ 100 دولار. وهي أول عملة ملونة يُصدرها بنك غيانا.

## الأوراق النقدية
طُرحت الأوراق النقدية الخاصة في أواخر القرن 19 من قِبل بنك غيانا البريطاني وبنك كولونيال. أصدر كلاهما أوراقًا نقدية من فئات 5، 20 و100 دولار. استمر بنك غيانا البريطاني في إصدار الأوراق النقدية حتى عام 1907، بينما استمر بنك كولونيال في إصدار الأوراق النقدية حتى عام 1917. استحوذ بنك باركليز على بنك كولونيال، أصدر أوراقًا نقدية من فئات 5، 10، 20 و100 دولار بين عامي 1926 و1941.
في عام 1909، أصدر البنك الملكي الكندي أوراقًا نقدية من فئة 100 دولار، تلتها في عام 1913 أوراق نقدية من فئة 5 دولارات و20 دولارًا. وبدءًا من عام 1920، أصبحت الأوراق النقدية تحمل أيضًا فئة الجنيه الإسترليني. استمر إصدار فئة 100 دولار حتى عام 1920، بينما استمر إصدار فئتي 5 دولارات و20 دولارًا حتى عام 1938.
توقف إنتاج العملات الورقية المخصصة لغويانا البريطانية عام 1942، واستُبدلت الأوراق النقدية المحلية بأوراق نقدية من فئة دولارات دول الكاريبي البريطانية عام 1951. في عام 1955، أُعيدت عملة دولارات دول الكاريبي البريطانية إلى النظام العشري، وسُكت باسم "أقاليم الكاريبي البريطانية، المجموعة الشرقية". في عام 1965، حل دولار شرق الكاريبي (EC$) محل دولارات دول الكاريبي البريطانية، وظل متداولًا في غويانا البريطانية لمدة عام، حتى استقلالها عام 1966، حيث طُرح الدولار الغياني محل دولار شرق الكاريبي من حيث القيمة الاسمية.
طُرحت الأوراق النقدية في 15 نوفمبر 1965 بفئات 1، 5، 10 و20 دولارًا. تألفت السلسلة الثانية التي صدرت بين عامي 1988 و1992 من فئات 20، 100 و500 دولار. تضمنت سلسلة 1996-1999 فئات 20، 100، 500 و1000 دولار. تضمنت سلسلة 2000-2002 أوراقًا نقدية من فئتي 500 و1000 دولار. صدرت أوراق نقدية جديدة من فئتي 100 و1000 دولار في 29 مارس 2006. تشبه ورقة الـ 100 دولار الإصدار السابق من نفس الفئة، باستثناء أن التصميم عُدل قليلاً بأرقام أكبر للفئة في الزاوية الأمامية اليسرى العليا، نمط مختلف لخلفية مصيدة الشاشة وطباعة طابعة مختصرة. كلا الورقتين النقديتين الآن لهما تصميمات تمتد إلى الحدود والعلامات المائية التي تتضمن خريطة إلكترونية لغيانا. تضمن إصدار عام 2011 فئات 500 و1000 دولار مع ميزات أمنية جديدة تمامًا، وأبرزها الشريط الهولوغرافي مع ببغاء ملون يحل محل رقعة OVD المستخدمة في الإصدارات السابقة. في 15 نوفمبر 2013، كشف بنك غيانا عن ورقة نقدية بقيمة 5000 دولار صدرت في 9 ديسمبر. ومع ذلك، لم تكن هناك أي خطط لتداول ورقة نقدية غير تذكارية بقيمة 10,000 دولار لغيانا حتى الآن. في فبراير 2022، كشف بنك غيانا عن ورقة نقدية بقيمة 2000 دولار.

## الأوراق النقدية التذكارية
- ND (2016) 50 دولاراً - 50 عاماً من الاستقلال.
- ND (2021) 2000 دولار - 55 عامًا من الاستقلال - سيتم إصدارها في أواخر فبراير 2022. [7] ستكون هذه أول ورقة نقدية بوليمرية في غيانا.

## سعر الصرف GYD الحالي
| من Yahoo! Finance: | AUD CAD CHF EUR GBP HKD JPY USD JPY USD |
| من XE.com:         | AUD CAD CHF EUR GBP HKD JPY USD JPY USD |
| من Investing.com:  | AUD CAD CHF EUR GBP HKD JPY USD JPY USD |
| منOANDA.com:       | AUD CAD CHF EUR GBP HKD JPY USD JPY USD |